# Polana nad Wierchomlą
Polana nad Wierchomlą – polana na  grzbiecie Runek – Pusta Wielka Jest to boczny grzbiet Pasma Jaworzyny w Beskidzie Sądeckim. Polana zajmuje partie grzbietowe oraz zachodnie stoki tego grzbietu opadające do doliny Małej Wierchomlanki i ciągnie się od Bacówki nad Wierchomlą w południowym kierunku, po niewielki pas zadrzewień oddzielający ją od następnej polany tego grzbietu – polany  Długie Młaki. Jest jedną z ciągu kilku polan na tym grzbiecie. Kolejno od północy na południe są to: Polana Gwiaździsta, Polana nad Wierchomlą, Długie Młaki i Wyżne Młaki. Dawniej były to pola uprawne i pastwiska Łemków zamieszkujących te tereny. Na mapie WIG z około 1930 r. na obecnej Polanie nad Wierchomlą zaznaczone jest 12 domów (tzw. chyż) łemkowskich. W 1947 Łemkowie zostali wysiedleni w ramach Akcji Wisła, a ich chyże spalone. Później w dolinie Wierchomlanki i Małej Wierchomlanki osiedliła się napływowa ludność polska. Obszar polany należy do miejscowości Wierchomla Mała, jednak tereny obecnej Polany nad Wierchomlą nie zostały zasiedlone, zabudowania tej miejscowości skupiają się tylko w dolinie Małej Wierchomlanki. Stopniowo obszar polany ulega naturalnej sukcesji wtórnej, ostatecznym efektem której jest las. W niektórych miejscach dostrzec można jeszcze stare drzewa owocowe pozostałe po Łemkach i resztki fundamentów domostw. Łąki pokryły się gęsto wielkimi kopcami mrówek porośniętymi trawą. 
W górnej części Polany nad Wierchomlą w 1978 zbudowano schronisko turystyczne – Bacówkę nad Wierchomlą. Z polany przy tym schronisku rozciągają się rozległe widoki na Pasmo Radziejowej, Góry Lubowelskie i Tatry.

## Szlaki turystyczne
– z przystanku PKS w Wierchomli Małej do Bacówki nad Wierchomlą – 1.30 godz, ↓ 0.45 godz. 

 – z Żegiestowa Zdroju (PKP i PKS) przez Pustą Wielką do Bacówki nad Wierchomlą – 5 godz, ↓ 3 godz. 